# Vrijdagmoskee (Malé)
De Vrijdagmoskee is een oud versierde moskee in Malé, de hoofdstad van de Malediven. De bouw van de moskee begon in 1658 onder het bewind van sultan Ibrahim Iskandar I en werd twee jaar later voltooid. Het gebouw, dat voornamelijk uit koraalsteen is opgetrokken, wordt omgeven door een begraafplaats uit de 17e eeuw, waarvan de koraalstenen zorgvuldig en uniek zijn uitgesneden. De plaats heeft ook een minaret gebouwd in koraalsteen.
De moskee heeft een omtrek van 60 meter. Het hoofdgebouw dat nog steeds wordt gebruikt voor de dagelijkse gebeden is verdeeld in drie secties:
- Mihuraabuge: de kamer of het gedeelte dat wordt gebruikt door de imam die het gebed leidt.
- Medhu Miskiy: de middelste moskee.
- Fahu Miskiy: de Achtermoskee.

Het interieur van de moskee bevat veel waardevolle voorbeelden van traditionele Maldivische kunst in de vorm van houten sculpturen en lakwerk op panelen en plafonds.

## Werelderfgoedstatus
Op 12 februari 2008 werd de moskee op de voorlopige Werelderfgoedlijst van de Malediven geplaatst.